# Montmayor (Serra Calderona)
El Montmayor és una muntanya de la serra Calderona al terme municipal d'Altura (l'Alt Palància, País Valencià), cim més elevat de la serra amb 1.017 m.
La muntanya està poblada per un bosc de pins i carrasques molt afectat pels incendis forestals. El cim del Montmayor és de formes suaus i a dalt es troba una caseta de vigilància forestal donada la panoràmica tant de l'Alt Palància com de la Serrania del Túria que des d'aquest punt es pot gaudir.
A les faldes de la muntanya es troba el Santuari de la Cova Santa i una carretera comarcal que passa ben prop del cim -a la quota 951 m.- esdevé un pas concorregut per a l'activitat ciclista. També el sender GR-10 travessa la muntanya.